# Mon Dieu, comment suis-je tombée si bas ?
Pour plus de détails, voir Fiche technique et Distribution.
Mon Dieu, comment suis-je tombée si bas ? (« Mio Dio,  come sono caduta in basso! ») est un film italien réalisé par Luigi Comencini et sorti en 1974.

## Synopsis
En Sicile, en 1908, Eugenia de Maqueda (Laura Antonelli) et Raimondo Corrao (Alberto Lionello) découvrent, lors de leur nuit de noces, qu’ils sont frère et sœur, lui étant le fils adultérin du père d'Eugenia. Il leur est donc impossible de consommer leur mariage. Mais pour sauvegarder les apparences ainsi que l'héritage, ils décident de ne rien dire et de vivre dans la chasteté.
Cependant, les besoins de la belle Eugenia  sont de plus en plus pressants. Après avoir presque succombé aux avances d'un baron français, elle perd la raison pour son jeune et beau chauffeur, Silvano (Michele Placido), dans une cabane de la campagne sicilienne. Lorsque son mari et frère part à la guerre en Libye, Eugenia rêve d'avoir un enfant du célèbre écrivain Gabriele D'Annunzio, puis entretient une relation éphémère avec une amie étrangère, Evelyn (Karin Schubert).
Raimondo revient  d'Afrique couvert de gloire. Enivré par la prose du poète D’Annunzio et en accord avec Eugenia, il ose goûter aux plaisirs interdits d’une relation incestueuse, quand le curé du village lui apprend qu'ils ne sont en réalité pas parents. Les voilà rassurés, mais aussi étrangement contrariés.
Raimondo meurt pendant la Première Guerre mondiale. Eugenia, infirmière, retrouve et peut enfin aimer Silvano, son jeune chauffeur blessé.

## Fiche technique
- Réalisation : Luigi Comencini
- Scénario : Ivo Perilli,  Luigi Comencini
- Producteur : Pio Angeletti, Adriano de Micheli - Dean Film
- Musique : Fiorenzo Carpi
- Montage : Nino Baragli
- Directeur de la photographie : Tonino Delli Colli
- Décors : Dante Ferretti
- Genre : comédie
- Année : 1974
- Durée : 92 minutes
- Pays :  Italie
- Dates de sortie :
  -  Italie : 24 octobre 1974
  -  France : 10 décembre 1975

## Distribution
- Laura Antonelli (VF : Évelyn Séléna) : Eugenia Di Maqueda
- Alberto Lionello (VF : Georges Aminel) : Raimondo Corrao, marquis De Maqueda
- Michele Placido (VF : Bernard Murat) : Silvano Pennacchini, chauffeur
- Jean Rochefort (VF : lui-même) : le baron Henri De Sarcey
- Ugo Pagliai (VF : Georges Aminel) : Ruggero De Maqueda
- Rosemary Dexter : Florida, la mère d’Eugenia
- Karin Schubert : Evelyn
- Michele Abruzzo (VF : Jean-Paul Moulinot) : Don Pacifico
- Sebastiano Indelicato :
- Clemente Cipa :
- Maria Sciacca :
- Carla Mancini :
- Lorenzo Piani :
- Giuseppe Caracciolo
- Renato Marzano (VF : Albert Augier) : le croupier (non-crédité)
- Luigi Tasca (VF : Gérard Hernandez) : le contrôleur du train (non-crédité)

## Récompenses
- Globe d'or de la meilleure actrice en 1975 pour Laura Antonelli

## Critique
Le critique Jean Antoine Gili parle d'un « très grand film » en costumes et à la construction sophistiquée, malgré des concessions commerciales au genre du film érotique des années 1970. Pour lui, Luigi Comencini, en bon architecte qui ne construit pas une maison pour se faire plaisir mais pour qu'elle soit habitée par des gens, a avant tout réalisé un film fait pour être vu.
Antoine Gili continue en disant que pour autant, la dérision et l'humour d'une comédie à l'italienne et les formes magnifiques de Laura Antonelli nue ne masquent pas complètement une réflexion élaborée. D'abord, il y a un message politique : le film montre comment la société aristocratique au tournant de la Première Guerre mondiale fait le lit du fascisme. Ensuite, au plan littéraire, on voit comment Gabriele D'Annunzio, bouffi de suffisance et de frustration romantique, en plus d'encourager la débauche, emplit les têtes d'une vaine logorrhée.